# Liste de bassins hydrographiques

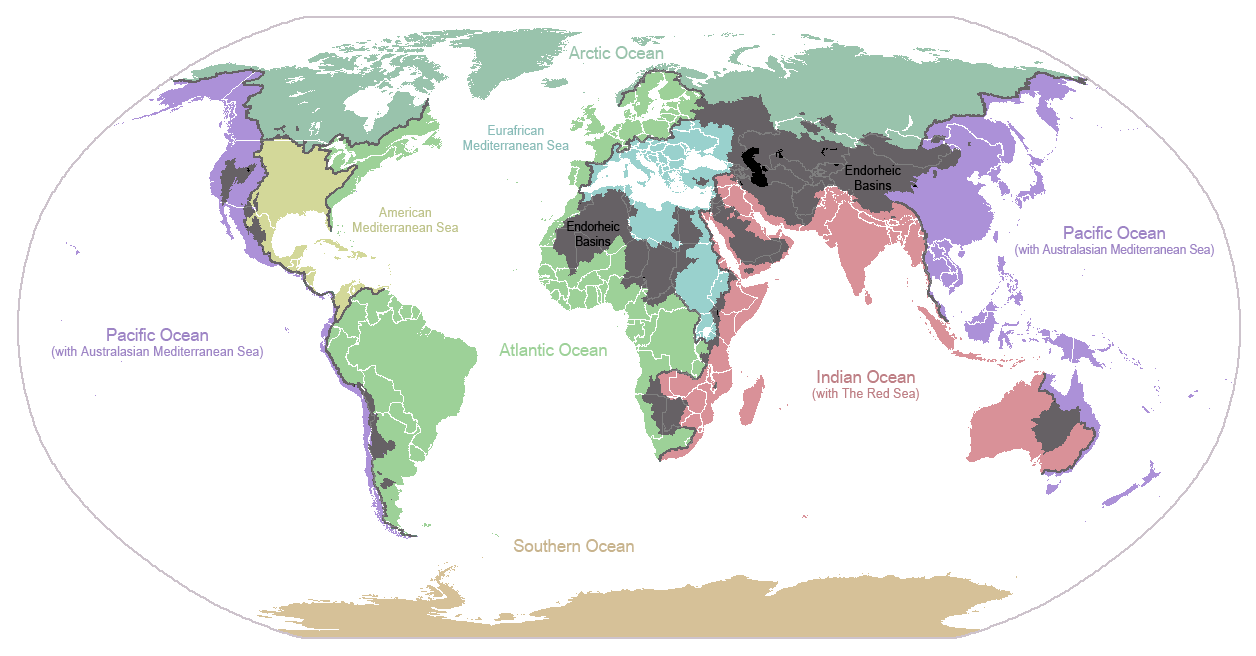
Carte des terres émergées mettant en évidence les différents bassins hydrographiques par mer ou océan.

Cet article recense les principaux bassins hydrographiques du monde, organisés géographiquement.

## Méthodologie
La liste suivante recense les bassins hydrographiques en les groupant suivant les océans dans lesquels ils aboutissent. Les limites des océans prises en compte sont celles définies par l'Organisation hydrographique internationale.
L'océan Atlantique reçoit la majorité des bassins versants des terres émergées, suivi par l'océan Arctique, l'océan Pacifique et l'océan Indien ; l'océan Austral reçoit en théorie les eaux de l'Antarctique, mais ce continent désertique ne possède pas de cours d'eau permanent significatif. Par ailleurs, plus de 15 % des terres émergées correspondent à des bassins endoréiques qui ne s'écoulent pas vers un océan.
Les mers des océans ne font pas l'objet d'un paragraphe distinct, à l'exception de la mer Méditerranée.
Pour des raisons de place, la liste se limite aux bassins de plus de 50 000 km².

## Liste

### Océan Arctique

#### Amérique
- Mackenzie
- Nelson
- Thelon
- Yukon

#### Eurasie
- Dvina septentrionale
- Ienisseï
- Indigirka
- Kolyma
- Léna
- Neva
- Ob
- Petchora

### Océan Atlantique

#### Amérique
- Amazone
- Brazos
- Chubut
- Colorado
- Hudson
- Magdalena
- Mississippi
- Mobile
- Orénoque
- Parnaíba
- Paraná
- Río Grande
- Saint-Laurent
- São Francisco
- Susquehanna
- Tocantins
- Uruguay
- Usumacinta

#### Afrique
- Congo
- Cuanza
- Cunene
- Drâa
- Niger
- Ogooué
- Orange
- Sénégal
- Volta

#### Eurasie
- Dalälven
- Daugava
- Douro
- Elbe
- Gironde
- Glomma
- Göta älv
- Guadalquivir
- Guadiana
- Kemijoki
- Loire
- Meuse
- Narva
- Niémen
- Oder
- Rhin
- Seine
- Tage
- Vistule
- Weser
- Garonne

### Océan Indien

#### Afrique
- Irrawaddy
- Jubba
- Limpopo
- Rufiji
- Ruvuma
- Zambèze
- Madagascar :
  - Mangoky
  - Mania

#### Australie
- Murray-Darling

#### Eurasie
- Brahmapoutre
- Chao Phraya
- Fleuve Rouge
- Gange
- Godâvarî
- Indus
- Kâverî
- Krishnâ
- Mahanadi
- Mékong
- Narmadâ
- Salouen
- Tapti
- Tigre
- Yalou

### Océan Pacifique

#### Amérique
- Balsas
- Colorado
- Columbia
- Fraser
- Sacramento
- Santiago
- Yaqui

#### Australie
- Burdekin
- Dawson

#### Eurasie
- Amour
- Fly
- Huang He
- Kapuas
- Mahakam
- Mékong
- Rivière des Perles
- Sepik
- Yangzi Jiang

### Mer Méditerranée

#### Afrique
- Nil

#### Eurasie
- Èbre

- Mer Noire :
  - Boug
  - Danube
  - Dniepr
  - Dniestr
  - Don
  - Kızılırmak

- Pô
- Rhône

### Bassins endoréiques

#### Amérique
- Grand Bassin
- Lac Titicaca

#### Afrique
- Lac Tchad :
  - Chari
- Lac Turkana

- Okavango

#### Australie
- Lac Eyre

#### Eurasie
- Lac Balkhach

- Mer d'Aral :
  - Amou-Daria
  - Syr-Daria

- Mer Caspienne :
  - Koura
  - Oural
  - Volga

- Tarim